# جائزة المكسيك الكبرى 1967
جائزة المكسيك الكبرى 1967 هو سباق فورمولا 1 أقيم بتاريخ 22 أكتوبر 1967 في مدينة مكسيكو، المكسيك. كان الحادي عشر من أصل 11 في بطولة العالم لسباقات الفورمولا واحد موسم 1967. حلّ البريطاني جيم كلارك أولا بينما جاء الأسترالي جاك برابهام في المركز الثاني وحصل على المركز الثالث النيوزلندي ديني هولم.